# Alain Maneval
Alain Maneval, né le 23 janvier 1953 à Saint-Étienne et mort le 10 mars 2022 à Fontaine-les-Coteaux, est un animateur de radio et de télévision français. Il a également été directeur des programmes de la chaîne de télévision franco-allemande Arte.

## Biographie
Dans les années 1970-1980, Alain Maneval fait partie de nombreux projets de radio libre, tels ceux de Cité Future, Carbone 14, Radio Bellevue ou encore Gilda. Il se fait connaître d'un plus large public lorsqu'il rejoint Europe 1, en 1978, pour y animer PO-GO une émission musicale punk d'un contenu et d'une forme particulièrement audacieux. Il en est renvoyé et interdit d'antenne pour trois ans, à la suite de l'appel au boycott qu'il hurle au micro contre le plus gros annonceur de la station, la société Shell, après la catastrophe de la marée noire provoquée par l'Amoco Cadiz. Il ne réintègre la radio qu'en 1981.
Il anime la toute première soirée hip-hop à Paris, organisée le 27 novembre 1982, à l'hippodrome de Pantin par Bernard Zekri du magazine Actuel en partenariat avec Europe 1 et la Fnac, et intitulée New York City Rap.
En 1983, Alain Maneval s'essaie à la chanson, en reprenant en version française sous le titre "Les Mécanos"  Our House, succès du groupe Madness.
Parallèlement, il est aussi le créateur et animateur de Mégahertz, de 1982 à 1984, sur TF1, qui est alors encore une chaîne de télévision publique. Et, en 1986, avec son émission Tam-Tam, il devient l'un des piliers de la nouvelle chaîne TV6, laquelle meurt en direct dans son émission. Il refuse ensuite d'intégrer celle qui la remplace, M6.
En 1987, il interprète l'un des rôles principaux dans le film Havre de Juliet Berto.
Il quitte Europe 1 en 1990 pour présider à la création de 2M, première chaîne de télévision à péage marocaine. Puis, deux ans plus tard, il prend la direction des programmes d'Arte, où il présente une émission musicale, Dynamo, et occupe aussi une fonction de conseiller pour Canal+. Il réalise ensuite de nombreux documentaires pour Arte, 2M et France 5, sur laquelle sera entre autres diffusée une série documentaire Souviens toi du futur en 2000.
En 2008, il rentre du Maroc, où il vit depuis les années 1990. Il revient à la radio en juin 2009 pour animer une nouvelle émission musicale les samedis d'Été à 21 h 5 sur France Inter intitulée Bon esprit, en référence et en hommage à Alain Bashung, qui exprimait sa satisfaction à ses musiciens par ces mots : « Bon esprit, les gars, bon esprit ».
Il coécrit avec Jérôme Lefdup un documentaire sur Arte, Vivre en positif, qui présente des témoignages à propos de la vie à long terme avec le SIDA, et qui est diffusé dans le cadre du Sidaction 2013.
De septembre 2014 à octobre 2015, il présente chaque samedi et dimanche soir à minuit l'émission L'album de minuit sur l'antenne de France Inter.
Il meurt le 10 mars 2022 à Fontaine-les-Coteaux (Loir-et-Cher) à l'âge de 69 ans, des suites d'un cancer des os,.

## Distinctions
- Chevalier de l'ordre des Arts et des Lettres, le 22 novembre 2010[8].

## Filmographie
- 1983 : Haltéroflic de Philippe Vallois, l'animateur de télévision ;
- 1986 : Havre de Juliet Berto, le directeur de conscience.